# 广州地铁10号线
广州地铁10号线是广州地铁的路线之一，屬於城市軌道交通系統。線路貫穿天河區、越秀區、海珠區和荔湾區，其中西塱—杨箕东段于2025年6月29日开通。

## 概要
10號線路線大致呈东北-西南走向，与12号线组成線網規劃的X型對角線。該線西塱站至杨箕东站一段已开通运营，而石牌橋站至天河客运站一段已作為3號線的支線營運中。
线路起始於現時3號線天河客運站，沿現時3號線支線抵達石牌桥站後，改為沿天河路繼續往西延伸，后于天河立交转向南进入广州大道中，下穿中山一立交。於金穗路口后拐向西南，进入寺右新马路后向西行进。后经保安前街、烟墩路、庙前直街，于署前路口拐入东湖路向南行进，隨后继续向南下穿珠江前航道进入滨江东路，再转入怡趣街向南，下穿中山大学后進入瑞康路向南行进，其后线路下穿瑞宝工业区，再沿侨港路向西南行进。下穿广州环城高速高架桥后下穿珠江后航道，并下穿丫髻沙島。過江後进入翠园路向西，下穿东沙大道进入荷景路北侧的规划路向西行进。线路經過广钢新城车辆段以南後向西北行进，下穿花地大道后抵达终点西塱站。另外，規劃亦預留在花围站分岔出一條支線，往西接入佛山市。
十号线全长25.35km。其中新建段工程（石牌橋至西塱）长约19.3km，共设13座车站；平均站间距1.4km；最大站间距2.661km，为大干围站至东沙站区间，最小站间距0.558km，为东晓南站至工業大道南站区间；在花围站以北设置广钢新城车辆段。同时改造一號綫坑口主变电站为10號綫供電，並改造大石控制中心以接入十号线。

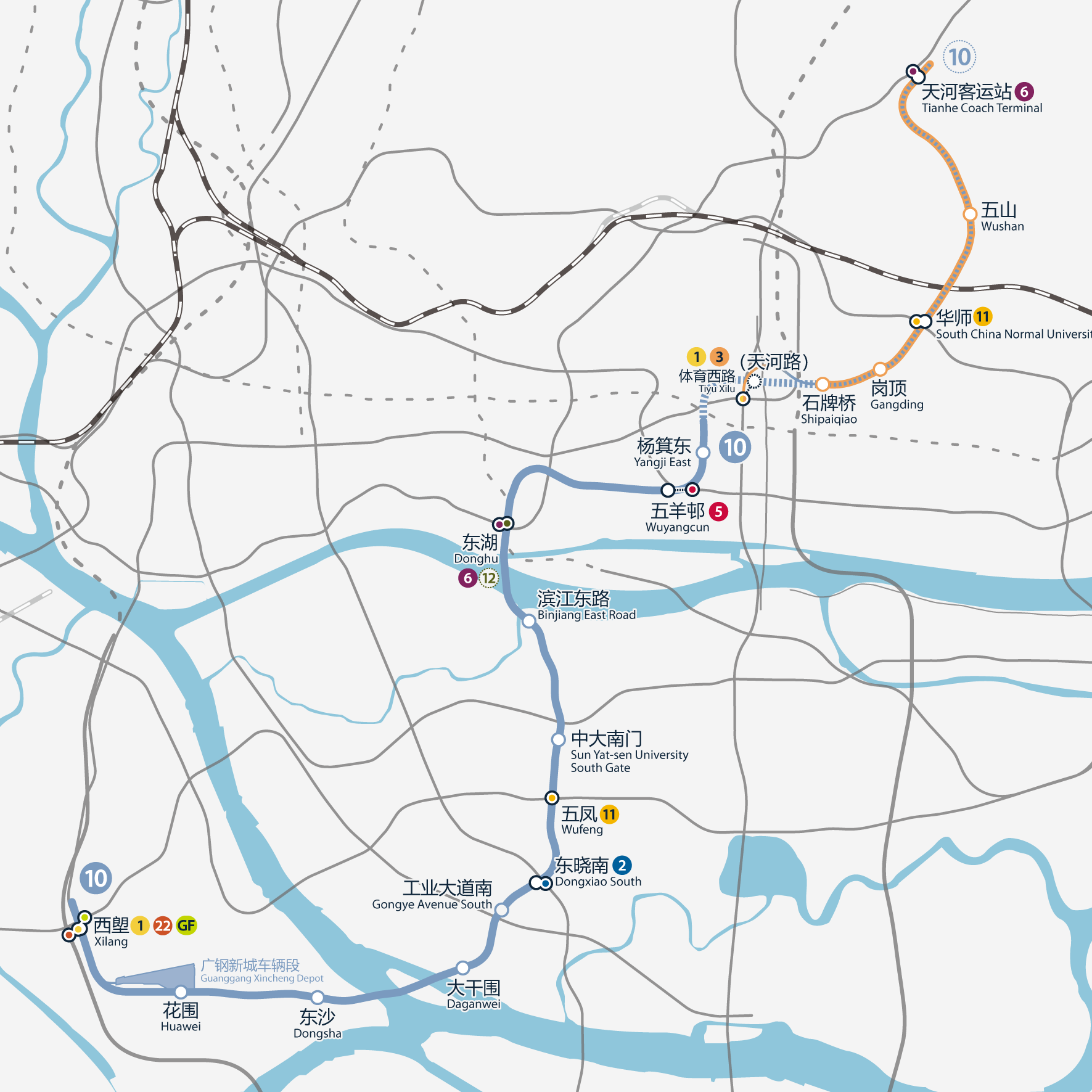
10號線線路圖，按真實走向比例繪畫，含在建的后通段和待拆解的3号线支线

## 历史

### 規劃
2007年，广州地铁总工程师陈韶章作出的“广州地铁技术创新回顾与思考”的主题报告中，提及到了需要把已經建成的3号线進行拆解，把支線拆出並延長，作為線網規劃中的「X」型對角線的其中一條。
隨後在2008年的《广州市轨道交通線網規劃公眾諮詢方案》中，確定了此線即為現時的10號線。2010年线网方案中，10号线与现时走向相近的东沙方案入选规划，并获别名五山线。
2015年线网规划方案中，10号线延长至西塱站。该方案开展公眾諮詢時披露了线路的走向信息，因計劃下穿中山大學南校區中軸線而引起中大校方的強烈反對。最终，原下穿中大校區段的走線改在校园西區下方穿過，不再直穿中軸線。2017年，10号线入选《廣州市城市軌道交通第三期建設規划（2017～2023年）》并獲批建设。
2020年10月當局向外界公佈，為建設署前路站及与东山口站的换乘通道擬拆遷署前路東側和廟前直街北側的建築时，引发大量争议。在舆论压力下，地铁方面随后宣佈暂时不建设换乘通道。后续建设中，区间盾构也直接越过了此站，意味车站实施可能性大大降低；地铁方面2025年3月公布的建设进度报告中，间接提示署前路站已被取消。

### 建設

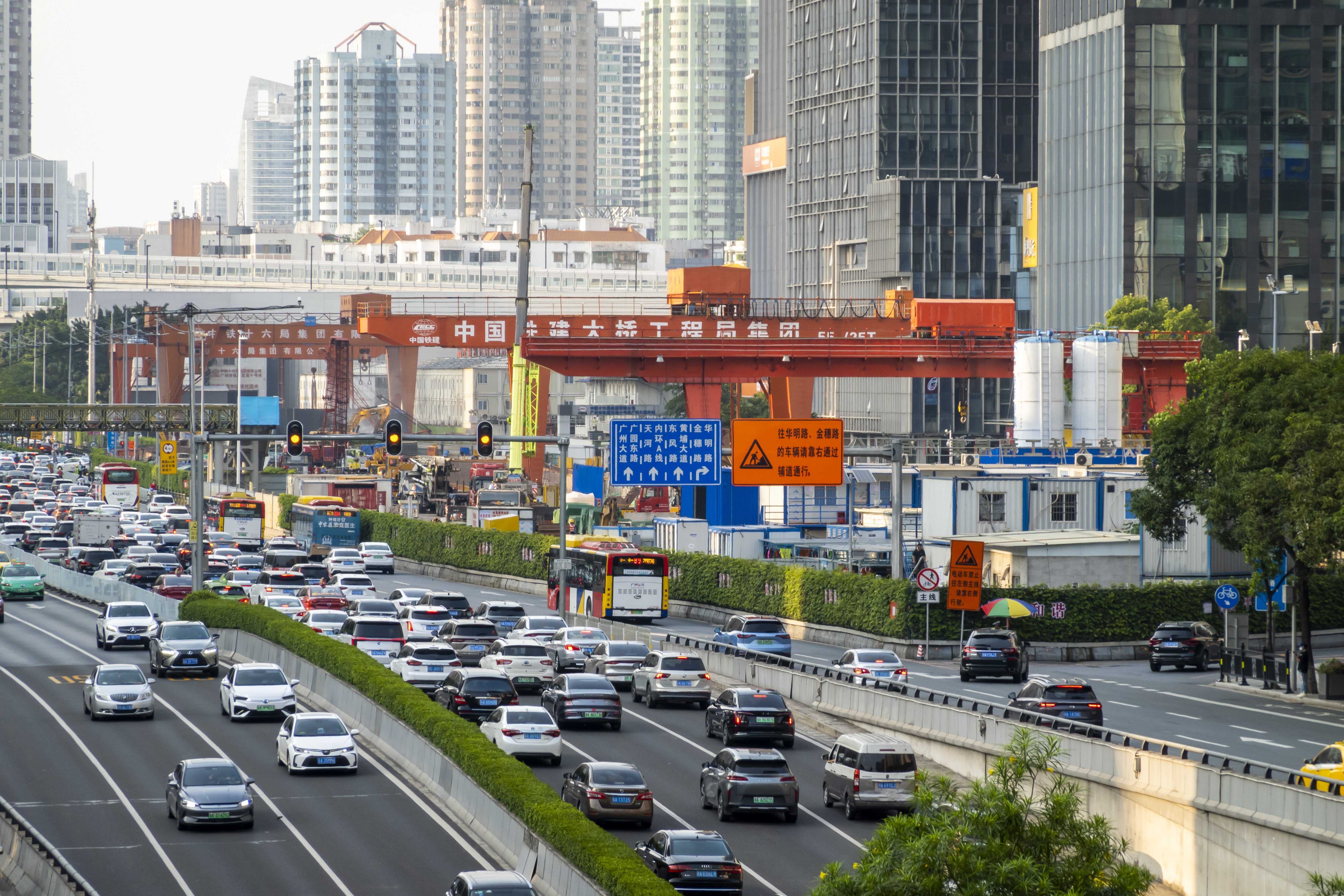
杨箕东站工地

2018年1月，廣州市發改委正式批覆10號線工程可行性研究報告。
2018年11月19日，10號線在东沙站举行动工仪式。
2020年10月20日，10号线东沙至大干围右线盾构始发，成为10号线首个始发的盾构。
2021年7月16日，10号线滨江东路站完成路面交通改道工作，开始围蔽施工。至此，除之后被取消的署前路站外，10号线所有车站都已正式开工。
2021年8月1日，10号线东沙站封顶，成为10号线首座封顶的车站。
2021年11月18日，10号线大干围至东沙区间右线隧道顺利贯通，成为10号线首条实现贯通的隧道；左线隧道亦在12月5日顺利贯通，使得该区间成为10号线首个双线贯通的区间。
2023年10月25日，随着广州大道中至寺右新马路区间右线贯通，10号线非拆解段全部隧道实现贯通。2024年7月，广钢车辆段完成主体结构施工。2024年10月，10号线首通段全线电通，次月再相继完成冷滑及热滑试验。12月，首通段轨行区及广钢新城车辆段相继完成三权移交。

### 运营
2025年6月29日12时，首通段（西塱—杨箕东）开通运营。而首通段的中大南门站因附属结构进度缓慢无法满足消防需求，无法随首通段同步开通。

## 車站
10号线共设有18座车站，11座车站在开通初期投入服务。
| 车站编号                                                                                            | 站名及配色 | 站名及配色 | 换乘路线                       | 所在地 | 啟用時間      | 车站形式       |
| 10號線                                                                                              | 10號線     | 10號線     | 10號線                         | 10號線 | 10號線        | 10號線         |
| --------------------------------------------------------------------------------------------------- | ---------- | ---------- | ------------------------------ | ------ | ------------- | -------------- |
| 1001                                                                                                |            | 西塱       | 1号线 101、广佛线 GF18、22号线 | 荔湾区 | 2025年6月29日 | 地下側式站台   |
| 1002                                                                                                |            | 花围       | 佛山地铁：11号线               | 荔湾区 | 2025年6月29日 | 地下雙島式站台 |
| 1003                                                                                                |            | 东沙       |                                | 荔湾区 | 2025年6月29日 | 地下島式站台   |
| 1004                                                                                                |            |            |                                | 海珠区 | 2025年6月29日 | 地下島式站台   |
| 1005                                                                                                |            | 工业大道南 |                                | 海珠区 | 2025年6月29日 | 地下島式站台   |
| 1006                                                                                                |            | 东晓南     | 2号线 207                      | 海珠区 | 2025年6月29日 | 地下島式站台   |
| 1007                                                                                                |            | 五凤       | 11号线 1127                    | 海珠区 | 2025年6月29日 | 地下島式站台   |
| 1008                                                                                                |            | 中大南門   |                                | 海珠区 | 有待确定      | 地下島式站台   |
| 1009                                                                                                |            | 滨江东路   |                                | 海珠区 | 2025年6月29日 | 地下島式站台   |
| 10                                                                                                  |            | 东湖       | 6号线 613、12号线 1216         | 越秀区 | 2025年6月29日 | 地下島式站台   |
| 1011                                                                                                |            | 五羊邨     | 5号线 512[虚拟]                | 越秀区 | 2025年6月29日 | 地下島式站台   |
| 1012                                                                                                |            | 杨箕东     |                                | 天河区 | 2025年6月29日 | 地下島式站台   |
| ↓ 接續后通段（在建）、现3号线支线段                                                                 |            |            |                                |        |               |                |
| 註釋                                                                                                |            |            |                                |        |               |                |
| - 所有以斜体标识的线路和车站均未开通。 - 虚拟 五羊邨站换乘通道仍在建设中，目前与5号线实施虚拟换乘。 |            |            |                                |        |               |                |
| 论 编                                                                                               |            |            |                                |        |               |                |

| 天河路 | 体育西路站：1号线 114、3号线 311 天河南站[TH]：APM线 APM07 花城廣場北站[虚拟]：13号线 | 天河区 | 待定               | 地下島式站台 |
| 石牌桥 |                                                                                       | 天河区 | 2006年12月30日[L3] | 地下島式站台 |
| 岗顶 |                                                                                       | 天河区 | 2006年12月30日[L3] | 地下島式站台 |
| 华师 | 11号线 1106                                                                           | 天河区 | 2006年12月30日[L3] | 地下島式站台 |
| 五山 |                                                                                       | 天河区 | 2006年12月30日[L3] | 地下島式站台 |
| 天河客运站 | 6号线 621                                                                             | 天河区 | 2006年12月30日[L3] | 地下側式站台 |
| 註釋 |                                                                                       |        |                    |              |
| - 10号线后通段及天河路站正在建设中，最终车站命名情况须以有关部门批复为准。 - 所有以斜体标识的线路和车站均未开通。 - TH 现时体育西路站和天河南站之间通过天环广场人行通道连接，天河路站与体育西路站的换乘通道计划与相关人行通道连通。 - L3 石牌橋至天河客運站各站原屬3號線支線，故以其作為3號線車站啟用時的日期為準。 |                                                                                       |        |                    |              |
| 论 编 |                                                                                       |        |                    |              |

### 換乘站
10号线目前有5座为换乘车站，其中与5号线换乘的五羊邨站初期采用虚拟换乘方式。
已投入使用
- 西塱站：换乘1号线和广佛线。三线间利用10号线站体的换乘厅进行相互换乘。
- 东晓南站：换乘2号线。因2號線建设期间没有预留，现时经2号线站厅原有C出入口通道改建的通道进行换乘，后期通过在建的换乘通道进行换乘。
- 五凤站：换乘11号线。兩線車站統一设计，可通过站台节点进行换乘。
- 东湖站：换乘6号线。因6號線建造時未作出預留，需經站廳通道換乘。
- 五羊邨站：换乘5号线[33]。5號線建造时未作出預留，10號線將建設換乘通道連通兩個車站實現換乘，唯换乘通道工程进度落后，目前两线之间采取出閘经地面换乘，乘客在出闸后30分钟内换乘即可当作同站换乘，不影响车费计算及里程累计。待换乘通道完工后实行站內换乘。

未来换乘站
- 花围站：换乘佛山地鐵11號線。两线大致呈T型相交，廣州10號線建設時在地下三层預留了換乘節點。另外本站为双岛式站台，預留未來分岔出10號線支線的條件，与10号线主线形成同台换乘。
- 杨箕东站：换乘26号线。26號線為遠期路線，與10號線平行佈置。但10號線車站設於廣州大道東側，僅預留26號線在廣州大道西側設站的條件，實現平行站廳換乘[33]。

未来扩建换乘站
- 西塱站：换乘22号线。受到车站迁就四线换乘而大规模改建的影响，初期将经由1号线站厅进行站厅换乘，后期通过地下二层的换乘通道实现换乘。
- 东湖站：换乘12号线和25号线。本線和12號線統一設計，同步施工，与12号线采用疊式島式換乘。25號線為遠期線路，預留情況未知。

后通段和原屬3號線支線的換乘站
- 天河路站：前往體育西路站换乘1号线、3号线。10號線無法使用現有的體育西路站，需要在天河路另外新建，並將設有換乘通道連通體育西路站實現換乘。相关换乘通道亦计划与来往体育西路站和天河南站的联络通道连接，实现与珠江新城旅客自动输送系统的换乘。同時未來亦可再經過體育西路站至花城廣場北站的通道換乘13號线。
- 華師站：换乘11号线。因建设期间未作出預留，需经两线站廳之间换乘。
- 天河客运站：换乘6号线。因建造时未作出預留，需经站厅通道换乘。

暂缓建设换乘通道的车站
- 工业大道南站：前往石溪站换乘广佛线。廣佛線建造時未作出預留，且兩線車站距離超過200米；同时因受到24号线曾以该站为终点的规划所影响，目前暂缓建设换乘通道，預計初期使用出站地面換乘的形式，留待遠期再增建換乘通道[34]。
- 中大南门站：前往中大站换乘8号线。8号線建造時未作出預留，且兩線車站距離接近500米；同时受到周边环境所影响，目前未作为换乘站建设，留待遠期再增建換乘通道[35]。

### 车站设计
10号线车站整体设计主题为“宜居广州，多彩生活”。不同于早期线路“一站一色”和近期新线“一线一色”的安排，车站采用“一区一色”设计理念，根据所在行政区确定主题颜色：天河区各站为“朝阳橙”，越秀区各站为“古韵金”，海珠区各站为“粤绣蓝”，荔湾区各站为“生态绿”。而其中东湖、花围、西塱三站为特色站，分别体现“休闲生活”、“活力生活”、“和谐生活”的主题。

## 行车安排
10号线开通初期采取单一行车交路，所有列车均来往西塱站和杨箕东站，全程用时约27分钟，工作日及周六日高峰期行车间隔约4分钟。

## 列車

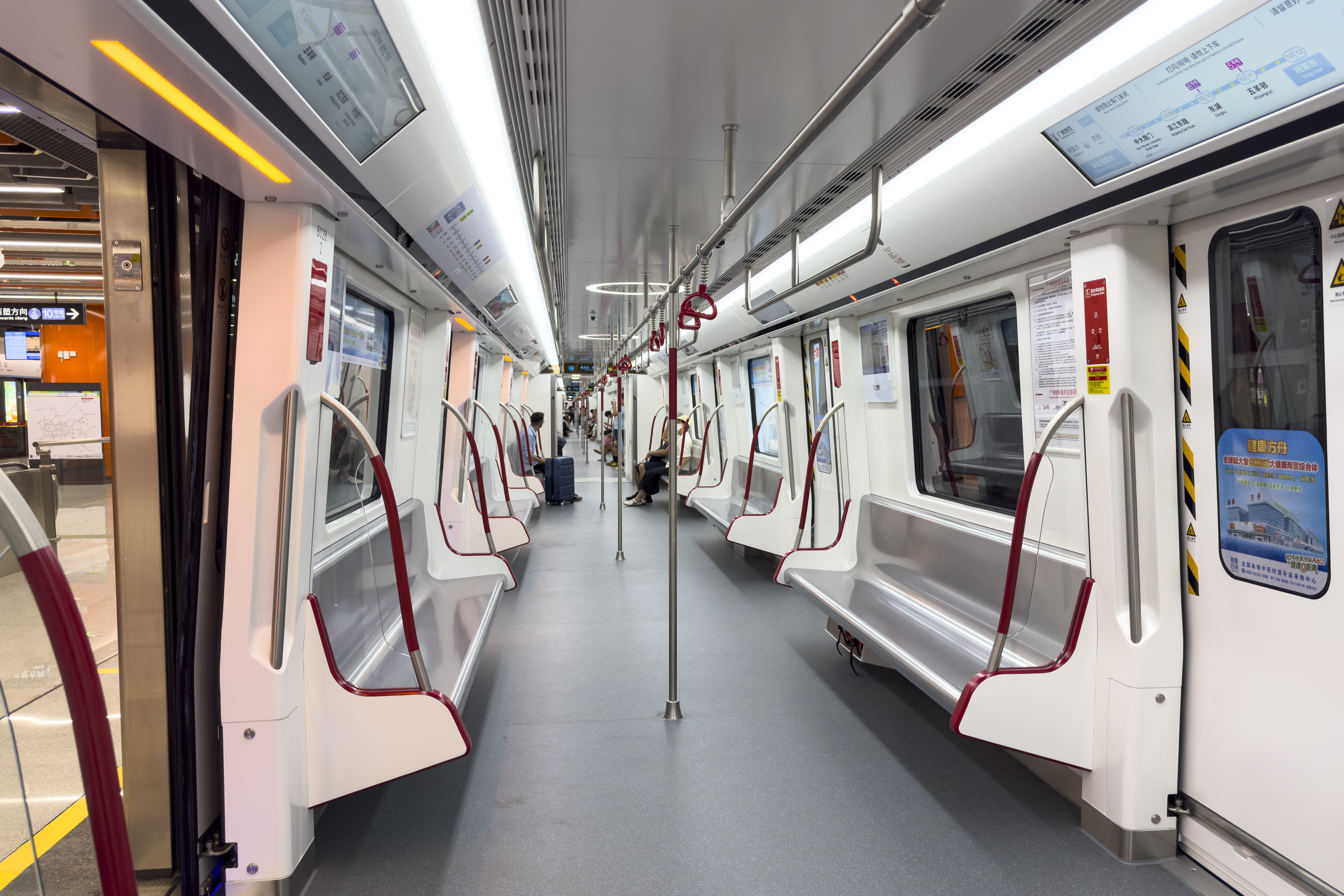
列车内部

因10號線部分区段为3號線支線拆解而来，所以維持使用6輛編組B型車，惟最高時速從120km/h下降至80km/h。列车采用GoA4级自动运行。
该款列车共购置258輛/43列，相關合約由中车株洲电力机车公司中標。开通初期上线22列，其中首列车已于2024年10月运抵广钢新城车辆段调试。

## 争议

### 與多條線路的換乘安排
在10号线首次公布的设计招标文件中，本线虽与多条重点线路相交，但相关换乘安排存在争议：天河路站虽标明与体育西路站换乘，但方案未显示有换乘通道；本线的石溪站与广佛线车站仅设计为非付费区通道换乘；寺右新马路站、中大南门站和署前路站分别无法与5号线五羊邨站，8号线中大站，1、6号线东山口站进行换乘；同期规划建设的13号线与本线在中山一立交地底相交，但两线均未在此处设站，亦无法进行换乘。在媒体和民众的关注下，广州地铁回应称，天河路站将设有付费区换乘通道连接至体育西路站，惟通道长度较现时杨箕站的换乘通道更长；寺右新马路站亦在后续设置为换乘站；中大南门站则预留远期换乘通道连接至8号线中大站。署前路站原计划与1、6号线东山口站换乘，但因换乘通道的建设问题引起争议而暂缓建设，车站其后更直接被取消；石溪站后续取消换乘功能，以工业大道站为名建设。
此外，28号线（佛穗莞城际）在规划初期曾计划设置滨江东路站，10号线建设时已预留换乘节点，惟最新规划中，28号线滨江东路站被取消。
2025年10号线首通段开通时，寺右新马路站定名为五羊邨站，唯换乘通道建设进度缓慢而需实行出站虚拟换乘，与此同时工业大道站定名为工业大道南站，广州地铁未安排其与石溪站进行虚拟换乘；中大南门站换乘通道仍未建设，该车站本身亦未能同步开通。

### 署前路站拆遷爭議
广州地铁在宣布署前路站计划与东山口站连接换乘后，公布了建设换乘通道所需的征拆地块范围；由于公示的征拆范围位于東山老城区的咽喉入口处，周围遍布政治遗址、文化名人故居，很快引起市民的广泛关注和讨论。在舆论压力下，地铁方面在2020年11月初决定暂时不建设换乘通道，只拆除车站建设范围内的房屋，缩小了拆迁范围。
受该轮舆情事件及实际征拆问题影响，多年来署前路站并未开工建设，而建设时10号线的区间盾构也直接越过了此站，并未留有预留实施的条件。地铁方面后在2025年3月公布的建设进度报告中，间接提示署前路站已被取消。

## 未来发展

### 后通段及三号线支线段拆解
3号线支线段（天河客运站至石牌桥站）未来将拆离3号线，从连接3号线体育西路站改为10号线天河路站。惟拆解施工时将对地面交通和3号线支线运营产生较大影响，地铁方面现时尚未确认具体的拆解方案，该节点至今尚未开工建设，也导致天河路站施工进度落后无法随首通段同步开通。预计需待13号线二期市区段和18号线首期剩余段完工后，再考虑与10号线东延段同步实施。

### 东延段
在2020年11月获广州市政府批复的《广州市轨道交通线网规划（2018-2035）》中，10号线在天河客运站将继续向东延伸19.15公里，沿华观路、大观路敷设，途经长湴、岑村、凌塘村、天河智慧城、天河湿地等地，最终到达高塘石站再度与6号线交汇，除分流6号线客流之外，亦可有效填补天河区东北部未有地铁覆盖的空白。根据广州市交通局于2021年9月底发布的《广州市交通运输“十四五”规划》，10号线东延段已被列入其策划项目，预计有机会进入下一轮线网建设规划中。

### 支线
2018年，佛山市南海区提出争取将10号线向西延伸至南海；后表示延伸方案已得到广佛两地的初步认可。随后广州地铁规划在广钢新城站（现花围站）分出一条前往佛山的支线，该站建设时已同步预留延伸条件。根据佛山当局2024年10月对外公示的《佛山市城市轨道交通线网规划修编》，10号线支线自花围站向西南方向进入佛山后，途经平洲、镇安，然后一路向西至张槎大江村，规划长度16.8公里。

## 備註
1. ↑  包括现3号线支线段的5座车站
2. ↑  包含既有石牌橋至天河客運站段